# Patrick Naundrup
Patrick Naundrup (født 28. december 1990) er en dansk fodboldspiller som har spillet både 1. Og 2. Division. Han blev i sommeren 2019 hentet hjem til SUB Ullerslev på Fyn.
Klubber
- SUB Ullerslev (1995-2005)
- Langeskov IF (2005-2008)
- B1913 (2009-2009)
- Næsby BK (2009-2012)
- AB (2013-2014)
- AB (2014-2015)
- Brønshøj Boldklub (2015-?)
- SUB Ullerslev (2019-). Serie 1: 1 Kamp(e) - 2 mål, 1 brændt straffespark.